# Lough Ramor
Vous pouvez aider à l'améliorer ou bien discuter des problèmes sur sa page de discussion.
- Il ne cite pas suffisamment ses sources. Vous pouvez indiquer les passages à sourcer avec {{référence nécessaire}} ou {{Référence souhaitée}}, et inclure les références utiles en les liant aux notes de bas de page. (Marqué depuis mars 2024)
- Le résumé introductif est trop court. En l'état, il ne respecte pas les recommandations. Vous pouvez l'améliorer en le développant. (Marqué depuis mars 2024)

- Archive Wikiwix
- Bing
- Cairn
- DuckDuckGo
- E. Universalis
- Gallica
- Google
- G. Books
- G. News
- G. Scholar
- Persée
- Qwant
- (zh) Baidu
- (ru) Yandex
- (wd) trouver des œuvres sur Wikidata

Lough Ramor (Loch Ramhar) est un grand lac naturel de 741 hectares situé près de Virginia, dans le Comté de Cavan, en Irlande.

## Toponymie
D'après des renseignements récents, Vita Tripartita (La Vie Tripartite de St. Patrick) l'a identifié comme faisant partie du territoire de Cenal Muinreamhair. La signification de Muinreamhair, « cou gras » ('fat-neck') semble être dérivée d'un ancêtre guerrier préhistorique ou mythique, avec une connotation de grande force. Loch Muinreamhair figure aussi dans d'anciens manuscrits des Annales des Quatre maîtres (Annals of the Four Masters).

## Environnement naturel

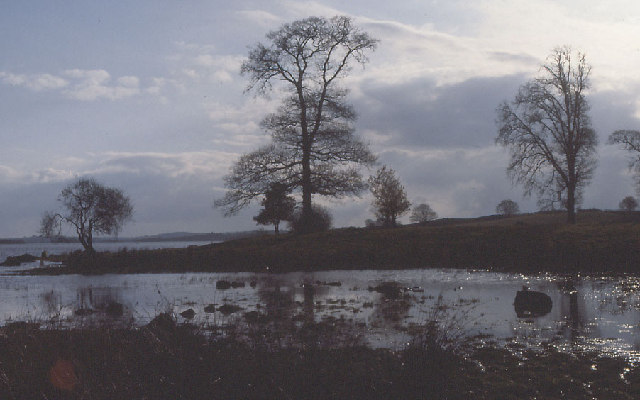
Lough Ramor, près de Virginia.

Lough Ramor est formé de marécages partiellement boisés, un refuge pour de nombreuses espèces sauvages aussi bien migratrices que sédentaires. Près de la moitié des marécages (près de 70 ha) de  Deerpark étaient autrefois plantés de chênes, ce bois d'œuvre ayant été utilisé pour la construction et des usages agricoles. Au XVIIe siècle, les premiers habitants de Virginia devaient importer leur bois d'œuvre de l'ouest de Cavan et de Fermanagh.
Au début du XXe siècle des plantations extensives ont été réalisées : frêne, orme, chêne, mélèze, épicéa, pin sylvestre. Plus récemment, des variétés à larges feuilles ont été introduites, comme le sycomore.
Les études les plus récentes conduites par le Département de l'environnement du gouvernement décrivent la zone de Lough Ramor comme un creux dans la couche Silurienne qui couvre la majorité de l'est du comté de Cavan.
Lough Ramor est un lac de très faible profondeur avec un pH de 7,5 et une profondeur maximum de six mètres. La nourriture y est pauvre mais périodiquement enrichie par des algues.
Sa différence avec les autres lacs provient de la roche de type particulier sur laquelle il est situé mais aussi de son apparence. La plus grande partie du rivage est plantée de noisetiers, aulnes et saules. Les sites près de Virginia ont encore les espèces d'origine.
Les noisetiers et les aubépines sont parsemés sur des sites plutôt secs avec les ronces, le faux-brome, la laîche, la violette, la campanule, la jacinthe sauvage et la primevère.
Quand une végétation de ce type pousse sur un rivage rocheux, le pommier sauvage côtoie souvent les églantiers et les violettes. Les broussailles s'étalent en milieu forestier en plusieurs endroits du rivage sud, là où le chêne et le frêne poussent avec le houx. Les oiseaux rencontrés comprennent le grimpereau, la mésange à longue queue, le pouillot véloce et le pouillot fitis. En certains endroits, la fauvette à tête noire, le pigeon ramier, l'épervier, le geai, le faisan et le coq de bruyère peuvent aussi être aperçus.
Les îles sont surtout couvertes de saules. Dans les espaces ouverts, les mouettes rieuses nichent, le colvert, la sarcelle et le harle à poitrine rouge se reproduisent sur l'île, le Grèbe huppé fréquente les rives du lac.

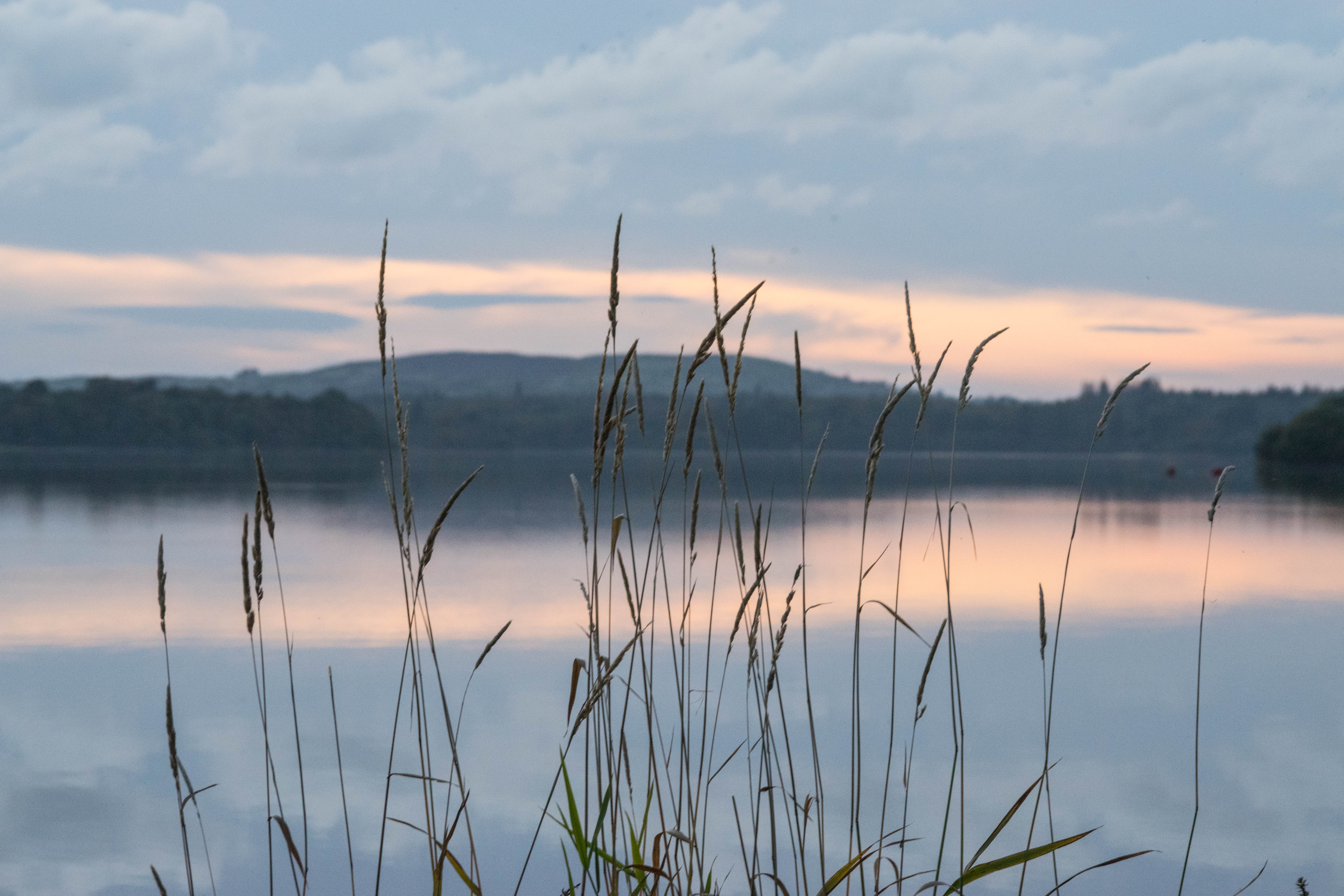
Lough Ramor.

Des mares d'eau fraîche existent en de nombreux endroits autour du rivage mais les roselières extensives empiétant sur le lac sont rares. Les bords des marécages sont dominés par la laîche mais surtout le carex rostrata, le carex vesicaria, le carex gracilis, le carex commun, occasionnellement le carex aquatilis, et de nombreuses espèces difficiles à identifier pour les non spécialistes.
Des cormorans (en moyenne, autour de 200) et des concentrations notables de cygnes, canards siffleurs, hérons cendrés et vanneaux ont été répertoriés. Courlis et vanneaux nichent également dans les marécages en bordure.
Le lac est peuplé de brochets, gardons (et les hybrides), truites et anguilles qui attirent de nombreux pêcheurs.
Le FC, depuis 2011, a placé Lough Ramor dans une zone de protection spéciale (Special Protection Area (SPA)) comprenant également la rivière Blackwater et la rivière Boyne, relevant du programme de conservation de la vie sauvage Natura 2000.

## Histoire

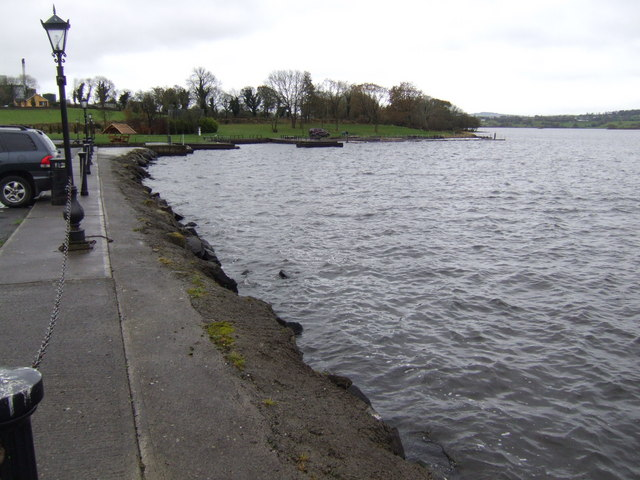
Lough Ramor à côté du parking du Lakeside Hotel.

### Premiers habitants
La première civilisation connue sur le site du Lough Ramor remonte à 2000 av. J.-C. On a trouvé un dolmen du Néolithique, ou un site funéraire, à Ballaghanea. D'autres pierres, à Munterconnacht, sont datées de l'Âge du bronze.
Le site ecclésiastique sur l'île devient important en 845, quand les « Quatre maîtres » décrivent le territoire des Luigni de Sliabh Guire. C'était une tribu guerrière arrivée de la côte ouest et établie au IIIe siècle, un de ces états tampons établis pour garder les frontières du royaume de la colline de Tara.
Maelseachlainn, roi de Meath a mené une attaque pour exterminer une bande de pillards qui avaient établi une solide tête de pont sur l'île. La chronique décrit l'évènement :
"La démolition de l'île du Loch Muinreamhair par Maelseachlainn, le fils de Maelruanaidh, contre une troupe de  'fils de la mort' de la tribu des Luigni et des Gailenga qui pillaient le secteur, à l'instigation des étrangers (Normands) et il les extermina."
Une mention similaire figure dans les Annales de l'Ulster (Annals of Ulster) datées de 846 . Mais la tradition locale veut que les voleurs se soient combattus pour un partage du butin tenu de leurs pillages, incluant celui de l'église située sur l'île. Peut-être un écho qui a traversé les siècles de ces féroces batailles qui ont eu lieu sur un promontoire appelé localement Cnoc Fola, la colline de sang.

### Premières installations chrétiennes
Une fondation chrétienne dans le Loch Muinreamhair est signalée dans le Martyrologe de Donegal, où le 6 février a lieu la fête des saints Brandan et Columcille du Loch Muinreamhair. On trouve la même trace dans le Felire of Gorman et un autre calendrier irlandais non daté.
On pense que ces gens vivaient peu de temps après l'apparition du christianisme au Ve siècle. Il est acquis qu'une île ou crannog a été utilisée pour la fondation initiale de la première église de Loch Muinreamhair. Les associations médiévales ecclésiastiques appuient cette hypothèse. Son premier nom n'est pas connu mais depuis le début du XVIIIe siècle on l'appelle localement l'île de Woodward, après qu'une famille importante de Kells y a construit une villa.
L'île de l'époque médiévale appartenait à l'abbaye Augustinienne Sainte-Marie de Ceannannus (Kells), une institution anglo-normande, à ne pas confondre avec la première abbaye de Colomban de Ceannannus qui fut fondée par Saint Colomban. La tradition disait que les premiers moines qui vécurent sur l'île furent tués par des pillards. Les Augustiniens ont acheté le site, probablement au XIIIe siècle, après que les limites du diocèse ont changé, pour absorber le nouveau diocèse de Kilmore du territoire aujourd'hui appelé East Breifne.
Ni saint Brandan ni saint Colomban ne sont mentionnés dans les Annales des quatre maîtres (Annals of the Four Masters). Le nom de Brandan (littéralement Black Raven) est cité comme roi de Leinster, qui mourut en Irlande en 601.
Un peuple de guerriers appelés Luigni et Gailanga régnait sur les régions de Blackwater et Ramor. Il est possible que saint Patrick ait envoyé des missionnaires : saint Brandan et saint Columcille.

## Le lac et les associations
Une troupe de théâtre de Virginia et la Gaelic Athletic Association (GAA), Ramor United, tirent leur nom de celui du lac.